# 出租大叔
《出租大叔》（英語：Uncle For Rent）是MakerVille出品的時裝電視劇，並在ViuTV播出。由強尼、陸駿光、張達倫、陳子豐、邱頌偉、沈貞巧主演。為《ViuTV 2024》節目巡禮劇集之一。本劇由2024年10月14日至11月8日，逢星期一至五21:30－22:30，於ViuTV首播。 
內容講述一名原本工作順利的中年男子，突然面對失業壓力，萌生出「出租大叔」想法，過程中找回對生活的熱誠。

## 角色

### 「出租大叔」
| 演員                    | 角色   | 備註 |
| 強 尼 （少年︰滕毅康）  | 林木森 | Sam 小時成績優異，但因迎娶當時已懷孕的May，而要照顧妻女而從大學輟學 林瑪莎之父（非親生），所以離婚時被迫放棄她的撫養權，但女兒回來後想辦法修補關係 林榮彪之子 和父親及女兒關係欠佳 汽車銷售員，雖然是最佳銷售員，但仍被辭退，更因當時的女伴Emily提取大部份戶口金錢而一貧如洗 認為不應該幫助Irene與母親見面 曾因未能解決出租大叔客人問題而遭負評 因Ruby以6000元利誘加時而延遲開始Pauline的訂單，結果Pauline在街市跌倒受傷 對女兒要求假扮鋒鋒父親欲拒還迎，卻發現當年女兒在美國也曾這樣做。其後再扮演鋒鋒父親，雖對方早已得悉但仍得到正面效果 經歷鋒鋒離家出走一事，變得不只重視金錢。即使老人院只給10000元一個月服務費，仍決定接下訂單 希望親自照顧患有認知障礙症的父親，但遭女兒反對 同時自己也出現胃痛，後確診為慢性膽囊炎 最終決定退出「出租大叔」，並繼承父親的跌打館 |
| 陳子豐 （少年︰劉瑞威） | 陳國豪 | Ben 圍村人 同性戀者 咖啡店老闆 家中長子，被大姊們要求要傳宗接代 Stephy丈夫，後發現自己是同性戀而與她離婚 因不懂拒絕加時要求，導致訂單延遲而遭負評 因處理離婚事宜而不能處理Pauline的訂單 協助Josh追求前妻Stephy﹐初時遭對方猜忌，後來逐漸接受 最終決定退出「出租大叔」，並把咖啡館出售，和移民到澳洲 |
| 陸駿光 （少年︰張迪文） | 陸奧雷 | 陸Uncle（林瑪莎專稱） 少年時要求懷孕的前女朋友May墮胎 單身中年 作家兼電影編劇 因有份潛入保險公司上演廣播劇，讓「出租大叔」一夜成名 因和多名女客人建立感情而遭負評 因收留離家出走的鋒鋒，而被懷疑拐帶兒童。隨後鼓勵鋒鋒把自己想法寫出來，圓滿解決問題 聯同林瑪莎為Bobby提議的角色扮演遊戲撰寫故事 以出租大叔身份在林佳文的老人院工作，認識在那裡當護士的Chantelle，後與她交往 最終決定退出「出租大叔」，重新返回創作行列 打算向Chantelle表白時，卻發現對方原來已婚並孕有一子 |
| 邱頌偉 （少年︰林堡熙） | 田啟德 | 阿田、田叔（林瑪莎專稱） 已婚並育有一十多歲的兒子 少年時與慧敏參加廣播大賽但落敗 聲稱慧敏是他的初戀情人，實在二人未曾拍拖 大學輟學後當計程車司機至今 因為為客人提供額外服務、責罵客人而遭負評 得知慧敏轉業保險經紀，聯同其他大叔潛入保險公司上演廣播劇鼓勵慧敏 遭妻子要求離婚，初時想挽回關係，但最終還是選擇放手，和退出「出租大叔」 |
| 張達倫                  | 黃長治 | 阿治 原為家庭主夫，育有兩名女兒，妻子為保險公司的地區總監 害怕妻子 在妻子引薦下加入其保險公司當保險經紀，後退出 將「出租大叔」潛入保險公司上演的廣播劇拍下並上載社交媒體，讓「出租大叔」一夜成名 請求「出租大叔」替他照顧女兒，但林木森卻不能勝任此任務。同時由於保險未能開單，和聽到林木森對Amy不滿，因此和林木森交換身份，讓林木森推銷保險，自己則陪伴Amy 結果林木森替他達成銷售目標，而自己也得到Amy好評 本來不想倚靠妻子，想自行創業而投資虛擬貨幣V-Con，後來虧損嚴重。幸獲林木森和林瑪莎邀請，讓他成為「出租大叔」一份子 成為「出租大叔」一事引起妻子不滿，後和好 最終決定退出「出租大叔」，重新成為家庭主夫 |
| 沈貞巧 （童年︰梁紫希） | 林瑪莎 | 林木森之女（非親生） 「出租大叔」開發員、後台負責人兼經理人 兼職咖啡師 雙性戀者 志玲之妻子，後離婚 父母離婚後跟隨母親移居美國，大學輟學後回港打算創業，後來提議成立「出租萬事屋」；父親因不贊成女兒被出租，更名為「出租大叔」 因童年經歷而患上幽閉恐懼症和驚恐症 在第一集與父親假扮陳伯的兒子和孫女，並獲得5000元利是 不同意父親不幫助Irene與母親見面的想法，並自己想辦法幫助她 要求父親假扮鋒鋒的父親以獲取酬勞 對父親延遲開始Pauline的訂單表示不滿，並一度打算與陳國豪另立門戶，但經歷鋒鋒一事後打消念頭 同時不滿父親不肯幫助鋒鋒而離家出走，卻因此被懷疑拐帶兒童，但最終經歷鋒鋒的事情後，還是體諒父親 喜歡陸奧雷，但看到他和Chantelle交往感到不悅 希望把患有認知障礙症的爺爺送到老人院，獲得更好照顧，但遭父親反對 最終決定繼承叔舍，並訓練一班新的「出租大叔」      |

### 其他角色
| 演員                    | 角色           | 備註 |
| 張紋嘉 （少年︰許寶恆） | Stephy         | 陳國豪妻子兼中學同學，後離婚，但在陳國豪大姊們面前沒說出來 得悉張穎欣不敢去中學同學聚會後，尋求「出租大叔」協助 初時對Josh抗拒，後逐漸接受 最終繼承了一半咖啡館股權，和聘請Josh做店員 |
| 陳安瑩                  | 陳潔文         | 陳國豪之大姊，徐正男之外祖母 希望弟弟能傳宗接代，但得悉弟弟是同性戀者後不能接受 |
| 高翰文                  | 林榮彪         | 林木森之父，和兒子關係不佳，但因兒子購買按摩槍，和林瑪莎出走而改觀 林瑪莎之祖父，和孫女關係良好 因上門為Pauline按摩而建立感情線 後來說話不斷重覆，令兒子和孫女擔憂。後確診早期認知障礙症，但他拒絕服食西藥 最終讓兒子繼承跌打館                                                                                              |
| 袁綺雯                  | Tracy          | 黃長治之妻 「邦通保險」區域總監，黃長治、慧敏上司 向丈夫提出如果一個月能簽10張單，就讓他出來創業，最終靠林木森達成目標 對丈夫成為「出租大叔」感到不滿，後理解丈夫決定而和好 |
| 梁雍婷                  | Irene          | 更生人士，因詐騙而入獄，過程還把弟弟害死 即使和母親見面，也沒法得到對方原諒，最終選擇把寫給母親的信燒燬 |
| 雪 梨                   | Irene媽        | 一直不肯原諒Irene，即使面對面亦一言不發 |
| 楊 淇                   | 林佳文         | 鄧兆鋒之母 老人院院長 因兒子花費巨額購買遊戲卡而責罵他，並導致他離家出走，因此懷疑陸奧雷和林瑪莎拐帶兒子 看到兒子表達自己後，改變自己想法，並感謝「出租大叔」幫助，和邀請他們到老人院陪伴老人家 接受林木森提議，讓院友參與角色扮演遊戲，自己和兒子也有份登場 機警地把院友先帶離遊戲現場，令他們免於被捕危機，也讓老人院爆紅  |
| 陳嘉寶                  | Chantelle      | 老人院護士，林佳文下屬 在出租大叔到老人院工作時認識陸奧雷，後成為其女友，但其實自己早已結婚並育有一子 即使陸奧雷上門也扮作不認識對方 |
| 彭柏然                  | 鄧兆鋒         | 鋒鋒 小學生 林佳文之子 林瑪莎網友 化名「不羈的風」 因和同學衝突而須見家長，請求林瑪莎幫忙 因花費巨額購買遊戲卡而被母親責罵，並導致他離家出走。而他向林瑪莎求助時誇大事情，導致事情轉壞 早已得悉所謂鋒鋒爸爸是林木森假扮，但仍感謝他的付出 最終獲得母親歸還遊戲卡 和母親一同參與角色扮演遊戲 也有到醫院大堂上演舞台劇         |
| 馮素波                  | Pauline        | Brian母親 要求舞伴要有大屁股，更親身檢驗，最後選擇陳國豪作舞伴 因林木森遲到而自行前往街市，卻因此跌倒受傷 後林木森帶同父親到家中為她按摩，意外地令兩人建立感情線 在Josh追求Stephy一事上開解陳國豪 |
| 曾月英                  | 陳小姐         | 要求林木森通渠和維修電線等事項，令林木森不想再接她的單 |
| 何嘉莉 （少年︰高菁）   | 慧敏           | 過氣女藝人 中學時與田啟德一同參加廣播大賽，被田啟德聲稱是其初戀情人，實在二人未曾拍拖 中學時曾聯同林木森等人潛入錄音室錄廣播劇 曾奪得廣播大賽冠軍，但其後發展不順 在試鏡失敗後，轉行當保險經紀，但首日返工即遇上大叔們潛入保險公司強行上演廣播劇，令她對田啟德改觀 田啟德挽救婚姻失敗時開解他                                |
| 李芯駖                  | Amy            | 單身女高管，對下屬苛刻 一次過購買5次「出租大叔」服務，但對林木森不滿，後改由黃長治服務她，結果獲5星好評 後黃長治幻想和她有感情線 |
| 李 敏                   | 志玲           | 大學講師 同性戀者，林瑪莎之太太，後決定離婚 林瑪莎被欺負時向她伸出援手 強迫林瑪莎讀資訊科技，以讓自己陪伴她 |
| 李 賢                   | Emily          | 林木森之女友，後分手並騙走其金錢 |
| 林兆霞                  | 阿珍           | 田啟德妻子，後離婚 |
| 羅子熙                  | 田仔           | 田啟德兒子，與田啟德關係疏離 支持母親與田啟德離婚 |
| 廖文蔚                  | May            | 林木森前妻、林瑪莎之母，已歿 少年陸奧雷的女朋友，後分手 未婚懷孕而誕下林瑪莎 雖然林木森並非其女兒生父，但因他願意照顧自己及女兒，決定嫁給林木森 結婚數年後與林木森離婚，並與女兒移民美國 |
| 丁 羽                   | 陳伯           | 患腦退化症，把林木森認作自己兒子，把林瑪莎認作自己孫女，和把陸奧雷的家當成是兒子的家 |
| 彭珮嵐                  | 雪姐           | Irene表姐 委託「出租大叔」照顧出獄後的Irene，「出租大叔」的第一個客戶 |
| 蔡宛珊                  | Rose           | 心理治療師 除開解陸奧雷寂寞的心外，也開解林木森的家庭問題 |
| 黃素歡                  | May姐          | 陸家的工人，自小照顧陸奧雷，後搬至陸奧雷隔鄰，閒時幫助陸奧雷打理家務，後來退休返鄉照顧孫子 |
| 羅允芝                  | Lily           | 陸奧雷女伴 |
| 王嘉盈                  | Daisy          | KOL 陸奧雷前女友 |
| 陳炳銓                  | Brian          | 委託「出租大叔」照顧母親Pauline，「出租大叔」第一個長期客戶 |
| 湯駿業                  | 監製           | |
| 黃慶堯                  | 導演           | |
| 李傑樺                  | 醫生           | 游說Ben及Stephy進行試管嬰兒人工受孕 |
| 何景發                  | 假爸爸         | 童年瑪莎在外國讀書時，為見家長聘請的假爸爸 |
| 蕭永倫                  | 腦科醫生       | 爺爺(林榮彪)的腦科醫生 十三集確診爺爺(林榮彪)患早期認知障礙症 / 腦退化症，但榮彪拒絕服食西藥 十九集，負責跟進診治林榮彪的認知障礙症 / 腦退化症 |
| 馮祿德                  | 劉大廚         | 老人院院友 飄飄婆婆丈夫，但年輕時對她不好，老年時希望補償她，但已經太遲 |
| 吳浣儀                  | 飄飄婆婆       | 老人院院友 劉大廚妻子 患腦退化症，只記得丈夫不好的一面，和廿多年前的人和事 |
| 許晉邦                  | 歐陽比達       | Bobby 在公司工作多年也沒獲晉升，後更被裁員 把積蓄都花在美女主播身上，積蓄耗盡後原打算自殺，但看到林木森的「出租大叔」服務廣告後就打消自殺念頭，並決定以所餘積蓄光顧出租大叔，希望尋回快樂 聲稱以100萬元購買大叔服務，但最後只有20萬元的支票能兌現 上演角色扮演遊戲太過逼真，連累大叔們被帶到警署問話，但亦因此獲遊戲公司聘用 |
| 梁文賢                  | 阿麥           | 大專學生，義務為林木森拍攝「出租大叔」網上宣傳片 |
| 丁珮筠                  | Ruby           | 「出租大叔」客戶，租用林木森陪伴跑步減肥 |
| 麥詠楠                  | 的士乘客       | |
| 楊雅文                  | 的士乘客       | |
| 鄧湙騫                  | 嬰兒徐正男     | 陳國豪的外甥孫 |
| 李思欣                  | 張穎欣         | 林木森、陸奧雷、田啟德、陳國豪、Stephy的中學同學 失婚婦人，離婚後生浩潦倒，連中學同學聚會也不敢出席 後由陸奧雷和Stephy帶她走出陰影 |
| 林耀輝                  | 陳展鵬         | 展鵬老師 林木森、陸奧雷、田啟德、陳國豪、Stephy、張穎欣的中學老師 |
| Yusobeit                | Band           | |
| 鄭啟明                  | 李英俊         | Josh 富二代 追求Stephy 得悉陳國豪是她前夫後，曾一度加租一倍企圖迫走叔舍，後收回成命 最終成為Stephy咖啡館店員 |
| 劉漪琳                  | 美女主播       | |
| 徐浩昌                  | 警察           | |
| 應智越                  | 警察           | |
| 菁瑋                    | 潘凱玲         | 武文杰之妻 因丈夫出軌而要求離婚，兼打算將兩人的住宅賣掉 因住宅傳出鬧鬼，聘請出租大叔入住三日及拍片以消除鬧鬼謠言 後發現丈夫因不願離婚及賣走住宅，假扮鬼魂以嚇走潛在買家 最後與丈夫和好，打消離婚及賣樓念頭 |
| 張滿源                  | 武文杰         | 潘凱玲之夫 因出軌被妻子要求離婚 因不想賣走與妻子的舊居，假扮成鬼魂，和把家中變成鬼屋，以嚇走潛在買家，最後被出租大叔揭穿 最後與妻子和好 |
| 陳郁憲                  | 腸胃肝臟科醫生 | 幫林木森治療膽囊炎的主診醫生 |
| 羅芊諾                  | 雪雪           | 九歲女童 患有嚴重疾病，須長期住院 希望能看到白色聖誕，但活動前一日情況轉壞，需緊急動手術而無法外出，最終在醫院大堂實現 |
| 林耀聲                  | 雪雪父親       | 希望和妻子到澳洲生育 |
| 鍾卓穎                  | 雪雪母親       | 答應女兒會為她帶來弟弟或妹妹 |

## 分集列表
| 集數 | 標題                   | 首播日期       | 片長   |
| ---- | ---------------------- | -------------- | ------ |
| 1    | 阿女出租佢自己？唔得！ | 2024年10月14日 | 44分鐘 |
| 2    | 不見才是最好的相見     | 2024年10月15日 | 44分鐘 |
| 3    | 說不出口的 Sorry       | 2024年10月16日 | 45分鐘 |
| 4    | 終於開口說出來         | 2024年10月17日 | 45分鐘 |
| 5    | 再來一次廣播劇         | 2024年10月18日 | 46分鐘 |
| 6    | 未開始便結束           | 2024年10月21日 | 44分鐘 |
| 7    | 當爸初體驗             | 2024年10月22日 | 44分鐘 |
| 8    | 我的爸爸是超人         | 2024年10月23日 | 44分鐘 |
| 9    | 悼念愛情               | 2024年10月24日 | 45分鐘 |
| 10   | 再見瑪莎               | 2024年10月25日 | 46分鐘 |
| 11   | 投票無效               | 2024年10月28日 | 44分鐘 |
| 12   | 幫人追到我老婆！？     | 2024年10月29日 | 44分鐘 |
| 13   | 任性一回               | 2024年10月30日 | 45分鐘 |
| 14   | 尋找勇氣最好的方法     | 2024年10月31日 | 44分鐘 |
| 15   | 天長地久談到何容易     | 2024年11月1日  | 44分鐘 |
| 16   | 老婆比撞鬼恐怖！？     | 2024年11月4日  | 44分鐘 |
| 17   | 無膽匪類               | 2024年11月5日  | 46分鐘 |
| 18   | 向聖誕大叔許願         | 2024年11月6日  | 45分鐘 |
| 19   | 人生本是徒勞無功       | 2024年11月7日  | 46分鐘 |
| 20   | 聚散離合應有時         | 2024年11月8日  | 45分鐘 |

## 歌曲
| 歌名                    | 主唱         | 作曲           | 填詞   | 編曲          | 監製           | 註                     |
| 小伙子                  | 鄧建明       | 鄧建明、謝國維 | 王澄晞 | Andrew Cheung | 鄧建明、謝國維 | 片頭曲                 |
| 小伙子 Acoustic Version | 強尼、鄧建明 | 鄧建明、謝國維 | 王澄晞 | 鄧建明        | 鄧建明、謝國維 | 片尾曲                 |
| #Celebration            | Yusobeit     | Yusobeit       | YU、MC | Yusobeit、CK  | Yusobeit、CK   | 插曲（第2、7-8、10集） |

## 軼事
- 此劇是何嘉莉、李思欣相隔24年、10年來再度拍劇，也是她們首套ViuTV電視劇[5]
- 劇中陸駿光飾演的陸奧雷乃真有其人，而他在IG表示自己也有份創作劇中部份詩句[6]
- 此劇是鍾卓穎首套參與的電視劇

## 外部連結
- MakerVille：出租大叔 （页面存档备份，存于）
- 豆瓣电影上《出租大叔》的資料 （简体中文）
- ViuTV：出租大叔 （页面存档备份，存于）
- YouTube上的《出租大叔》記者會 FB LIVE
- ViuTV：製作中（第111集）- 限定推出男僕Café，路邊攬客親身試菜
- ViuTV：製作中（第112集）- 踩場大鬧BBQ！李敏綁架女團長！
- ViuTV：製作中（第113集）- 芯駖浴袍團之色誘家庭主夫張達倫
- ViuTV：製作中（第114集）- 充當「人肉啞鈴」，陸駿光瞓身演出!
- ViuTV：製作中（第115集）- Alice突襲片場！與《造星V》劉瑞威大跳貼身舞
- ViuTV：製作中（第116集）- 【疑似叔輩級PTBF】密室混戰私竇曝光！